# Nick Jonas
Nicholas 'Nick' Jerry Jonas (Dallas (Texas), 16 september 1992) is een Amerikaans zanger en acteur.
Hij zingt sinds zijn zevende en speelde in verschillende Broadway-musicals, zoals Beauty and the Beast, Les Miserables, Annie Get Your Gun en A Christmas Carol.
In zijn band The Jonas Brothers (die tot 2013 bestond en sinds 2019 weer samen is) zitten ook zijn broers Kevin en Joe. Voor deze samenwerking had hij enkele soloprojecten. Toen Nick Please Be Mine opnam met zijn broers vormden ze op aanraden van de producers The Jonas Brothers. Later werd hij een van de hoofdrolspelers in de Disney Channel-serie JONAS. Hierin speelde hij Nick Lucas. Ook heeft hij een soloalbum gemaakt, in samenwerking met The Administration. De eerste single hiervan was Who I Am. Hij presenteerde de Nickelodeon Kids' Choice Awards 2015.
The Jonas Brothers hebben in 2009 hun laatste album uitgebracht; dit zou in 2013 opgevolgd worden met een tour, maar die werd afgeblazen en de broers maakten bekend dat er een te grote kloof tussen zat, ook waren er meningsverschillen over de muziek, waardoor de band officieel uit elkaar ging. Sinds februari 2019 zijn ze weer samen, de broers hebben een nieuwe single, Sucker, uitgebracht. Nadat ze een jaar bezig zijn geweest met een documentaire, waarin ze "gedwongen" werden om te praten waarom de groep in eerste instantie uit elkaar is gegaan, hebben ze besloten dat ze weer samen muziek wilden maken. De groep heeft ervoor gekozen ook solo dingen te doen, maar ook weer samen verder muziek te maken onder de naam The Jonas Brothers, met dezelfde leden als jaren geleden. Ook al is de band eerst door meningsverschillen uit elkaar gegaan, er is nooit echte ruzie geweest tussen de broers. Op muziekgebied waren ze het niet met elkaar eens, maar als familie zijn ze altijd bij elkaar gebleven. 
Nick heeft ook een bijrol gehad in het eerste seizoen van de televisieserie Last Man Standing als Ryan.

## Biografie
Jonas werd geboren in Texas, als zoon van Denise, een voormalig docent gebarentaal en zangeres, en Paul Kevin Jonas sr., een songwriter, muzikant en dominee. Hij groeide op in Wyckoff, New Jersey en kreeg thuisonderwijs van zijn moeder. Zijn broers zijn Kevin (1987), Joe (1989) en Frankie (2000).
Op dertienjarige leeftijd werd er bij Jonas diabetes type 1 geconstateerd. Daarom draagt hij tijdens zijn shows een insulinepomp om zijn bloedglucosespiegel te regelen. Hij heeft de Change for the Children Foundation opgericht om kinderen met diabetes te helpen. Sinds augustus 2008 is Jonas ambassadeur voor Bayer Diabetes Care, om hulp voor jongeren om met hun diabetes om te gaan te bevorderen. Nick getuigde in de Amerikaanse Senaat voor de bevordering van financiering van onderzoek naar diabetes.
Jonas heeft het record van de meeste musicalrollen onder de leeftijd van 18. Hij is van Italiaanse (van een overgrootvader), Duitse, Engelse, Ierse, Schotse, Cherokee, en Frans-Canadese afkomst.

## Privéleven
In 2005 werd bij Jonas diabetes type I geconstateerd. Tijdens tours kreeg hij last van stemmingswisselingen, dronk grote hoeveelheden water en frisdrank en verloor hij veel gewicht. Vanwege het grote gewichtsverlies gingen zijn ouders naar de dokter die diabetes type I vaststelde. In 2016 zorgde deze aandoening nog voor ongemakken in het programma Running Wild with Bear Grylls, waarbij Jonas' voeten verwarmd moesten worden door Bear Grylls.
Jonas heeft relaties gehad met onder anderen Miley Cyrus, Selena Gomez, Delta Goodrem en Olivia Culpo.
In 2018 trouwde hij met actrice Priyanka Chopra.
In januari 2022 maakte het stel bekend dat zij ouders waren geworden van dochter Malti Marie. Er werd eveneens gemeld dat er een draagmoeder was.

## Acteur
Nick werd ontdekt op zesjarige leeftijd bij de kapper, toen zijn moeder haar haar liet knippen. Door een daar aanwezige vrouw werd hij geïntroduceerd bij een manager in de showbusiness. Toen hij zeven was begon hij als acteur in shows op Broadway. Hij heeft in verschillende shows gespeeld waaronder:
- A Christmas Carol (in 2000, als Tiny Tim)
- Annie get your gun (in 2001, als Little Jake)
- Beauty and the Beast (in 2002, als Chip)
- Les Misérables (in 2003, als Gavroche)
- Les Misérables (in 2010, als Marius Pontmercy)
- Hairspray (in 2012, als Link Larkin)
- How to succeed in business without really trying (in 2012, als Finch)

Vervolgens speelde hij bij Paper Mill Playhouse in The Sound of Music de rol van Kurt.
Op 17 augustus 2007 had Nick, samen met zijn broers Joe en Kevin, een gastrol in een aflevering van de serie Hannah Montana. Later speelde hij in de film Camp Rock een van de leden van de band "Connect Three". Zijn broer Joe had in deze film een hoofdrol. Joe speelde Shane Gray en was zanger en leidinggevende op het kamp. Kevin speelde de rol van Jason, een gitarist. Nick zelf speelde Nate, ook een gitarist.
De korte realityshow van de drie broers, Living the dream, ging op 16 mei 2008 in première op Disney Channel in Amerika. Deze show bevatte opnamen van de When You Look Me In The Eyes-tour.
Sinds mei 2009 zijn The Jonas Brothers te zien in de serie J.O.N.A.S. van Disney Channel. In deze serie proberen de supersterren een normaal tienerleven te leiden, wat niet altijd helemaal goed gaat.
Nick speelde in 2011 in de musical Hairspray als Link Larkin.
In december 2015 trad hij op tijdens "Sinatra 100 — An All-Star GRAMMY Concert" in Las Vegas met een lied van en voor Frank Sinatra (ter ere van diens 100e "verjaardag").
| Jaar | Titel                                | Rol                                      | Opmerking |
| ---- | ------------------------------------ | ---------------------------------------- | --------- |
| 2007 | Hannah Montana                       | zichzelf                                 | gastrol   |
| 2008 | Camp Rock                            | Nate Gray                                | bijrol    |
| 2008 | J.O.N.A.S.                           | Nick Lucas                               | hoofdrol  |
| 2009 | Jonas Brothers 3D concert experience | zichzelf                                 | hoofdrol  |
| 2009 | Night at the Museum 2                | Cherubijn                                | bijrol    |
| 2010 | Camp Rock 2: The Final Jam           | Nate Gray                                | hoofdrol  |
| 2010 | Jonas L.A.                           | Nick Lucas                               | hoofdrol  |
| 2011 | And then there were two of us        | Chase Williams                           | hoofdrol  |
| 2011 | Mr. Sunshine                         | Eli white                                | hoofdrol  |
| 2012 | Smash (televisieserie)               | Lyle West                                | gastrol   |
| 2013 | Hawaii Five-0                        | TBA (computerhacker)                     | gastrol   |
| 2014 | Careful What You Wish For            | Doug Martin                              | hoofdrol  |
| 2016 | Goat                                 | Brett Land                               |           |
| 2017 | Jumanji: Welcome to the Jungle       | Piloot Seaplane McDonough (Alex' avatar) |           |
| 2019 | Midway                               | Aviation Machinist Mate Bruno Gaido      |           |
| 2019 | Jumanji: The Next Level              | Piloot Seaplane McDonough (Alex' avatar) |           |
| 2020 | Dash & Lily                          | zichzelf                                 | gastrol   |
| 2023 | Love again                           | Joel - date of Mira                      | bijrol    |

## Albums
| Jaar | Titel                                | Opmerking                         |
| ---- | ------------------------------------ | --------------------------------- |
| 2004 | Nicholas Jonas                       | Soloalbum                         |
| 2006 | It's about time                      | Eerste Jonas Brothers-album       |
| 2007 | Jonas Brothers                       | Jonas Brothers-album              |
| 2008 | A Little Bit Longer                  | Jonas Brothers-album              |
| 2008 | Jonas Brothers 3D concert Experience | Soundtrack                        |
| 2009 | Lines, Vines and Trying Times        | Jonas Brothers-album              |
| 2010 | Who I Am                             | Nick Jonas and The Administration |
| 2014 | Nick Jonas                           | Soloalbum                         |
| 2016 | Last year was complicated            | Soloalbum                         |
| 2019 | Happiness begins                     | Jonas Brothers-album              |
| 2021 | Spaceman                             | Soloalbum                         |

## Discografie

### Albums
| Album met eventuele hitnotering(en) in de Nederlandse Album Top 100 | Datum van verschijnen | Datum van binnenkomst | Hoogste positie | Aantal weken | Opmerkingen            |
| ------------------------------------------------------------------- | --------------------- | --------------------- | --------------- | ------------ | ---------------------- |
| Who I am                                                            | 29-01-2010            | 06-02-2010            | 27              | 3            | met The Administration |
| Last year was complicated                                           | 2016                  | 18-06-2016            | 63              | 2            |                        |

| Album met hitnotering(en) in de Vlaamse Ultratop 200 albums | Datum van verschijnen | Datum van binnenkomst | Hoogste positie | Aantal weken | Opmerkingen            |
| ----------------------------------------------------------- | --------------------- | --------------------- | --------------- | ------------ | ---------------------- |
| Who I am                                                    | 2010                  | 13-02-2010            | 17              | 6            | met The Administration |
| Last year was complicated                                   | 2016                  | 18-06-2016            | 61              | 2            |                        |

### Singles
| Single met eventuele hitnotering(en) in de Nederlandse Top 40 | Datum van verschijnen | Datum van binnenkomst | Hoogste positie | Aantal weken | Opmerkingen                               |
| ------------------------------------------------------------- | --------------------- | --------------------- | --------------- | ------------ | ----------------------------------------- |
| Close                                                         | 2016                  | 09-04-2016            | tip2            | -            | met Tove Lo / Nr. 57 in de Single Top 100 |
| Spaceman                                                      | 2021                  | 27-02-2021            | tip30*          |              |                                           |

| Single met hitnotering(en) in de Vlaamse Ultratop 50 | Datum van verschijnen | Datum van binnenkomst | Hoogste positie | Aantal weken | Opmerkingen                   |
| ---------------------------------------------------- | --------------------- | --------------------- | --------------- | ------------ | ----------------------------- |
| Who I am                                             | 18-01-2010            | 06-02-2010            | tip10           | -            | met The Administration        |
| Close                                                | 2016                  | 21-05-2016            | 33              | 7            | met Tove Lo                   |
| Bom bidi bom                                         | 2017                  | 25-02-2017            | tip             | -            | met Nicki Minaj               |
| Remember I told you                                  | 2017                  | 10-06-2017            | tip             | -            | met Mike Posner en Anne-Marie |
| Find you                                             | 2017                  | 30-09-2017            | tip             | -            |                               |